# Giovanna II di Navarra
Giovanna II di Navarra o Giovanna di Francia (Jeanne in francese, Joana in basco, in galiziano, in catalano e in portoghese, Juana in spagnolo e asturiano, Chuana in aragonese, Joan in inglese e Johanna in tedesco e in fiammingo; Conflans-Sainte-Honorine, 28 gennaio 1311 – Château de Conflans, 6 ottobre 1349), fu regina regnante di Navarra e contessa consorte di Évreux dal 1328 alla morte.

## Biografia
Era la figlia primogenita del re di Francia Luigi X, detto l'Attaccabrighe e di Margherita di Borgogna (1290-1315).

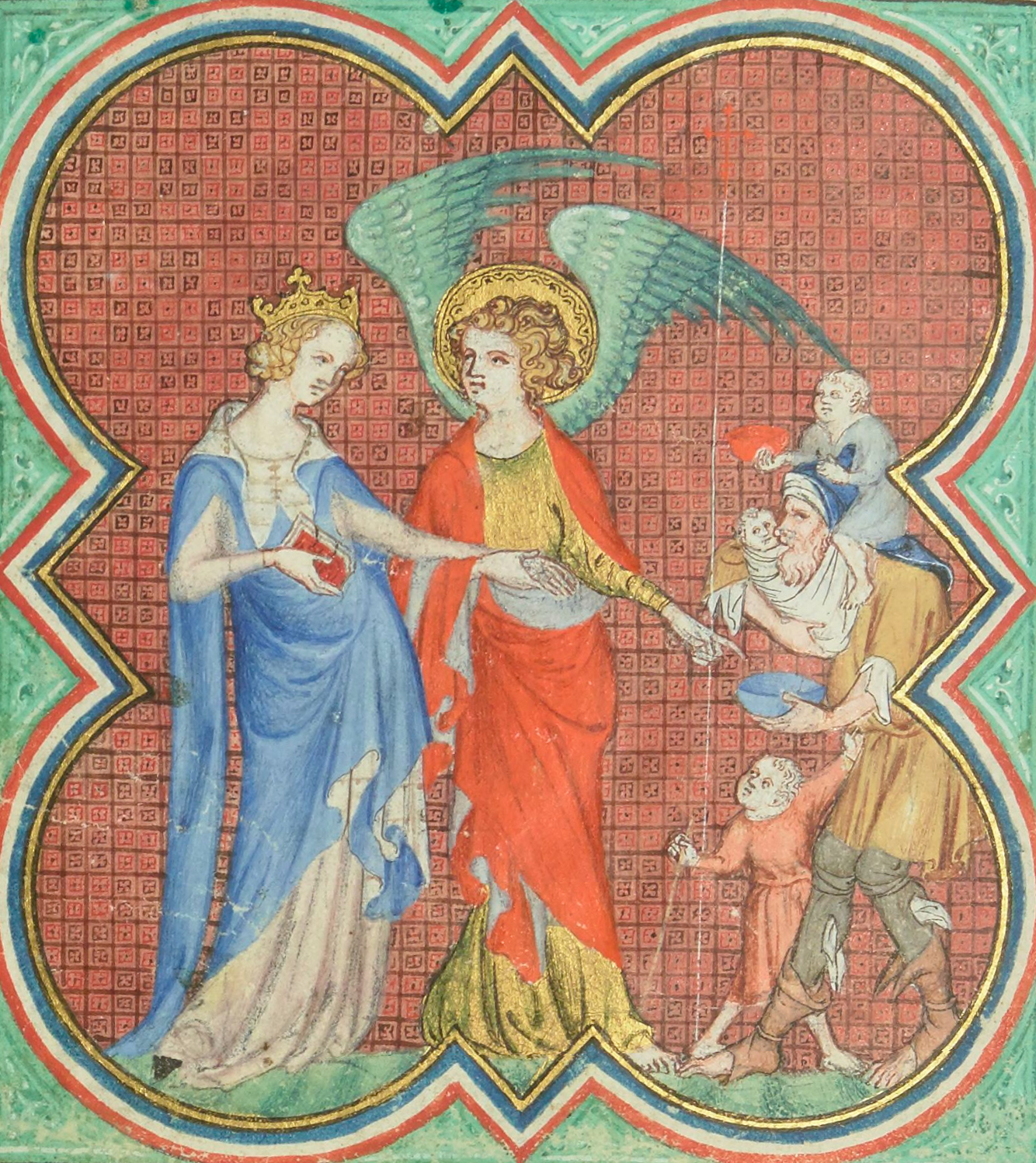
La regina Giovanna II

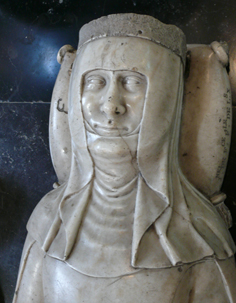
Tomba della regina a Saint-Denis

Rimasta presto orfana, dopo la morti successive di sua madre (1315), e di suo padre (5 giugno 1316), suo zio Filippo l'Alto, conte di Poitiers, fu nominato temporaneamente reggente in attesa della nascita del bambino che la sua matrigna, Clemenza d'Ungheria, avrebbe partorito nel mese di novembre; il 15 novembre nacque un maschio, il suo fratellastro Giovanni I il Postumo, che visse solo cinque giorni. Dopo la morte del fratellastro Giovanna fu privata dei suoi diritti sulla corona di Francia e sulla corona di Navarra a favore dello zio reggente, Filippo, conte di Poitiers, che fu incoronato il 9 gennaio 1317, come Filippo V di Francia e Filippo II di Navarra. Tale decisione fu presa dall'assemblea degli Stati Generali del 1317.
Le cause di questa risoluzione furono la condanna di sua madre, riconosciuta colpevole di adulterio fin dal 1311 con il cavaliere normanno Philippe d'Aunay (ciò insinuava dubbi sulla legittima paternità) e la legge salica, mai utilizzata prima, sul diritto alla successione al trono delle donne, in seguito sempre applicata.
In compenso a Giovanna, soprattutto per l'interessamento della nonna materna Agnese di Francia, fu concessa una rendita di 15.000 lire tornesi, la promessa delle contee di Champagne e di Brie se Filippo fosse morto senza eredi maschi, e la mano del cugino di suo padre, Filippo, erede della contea di Évreux.
Nel 1322, alla morte di Filippo V, senza eredi maschi, continuando a trascurare i diritti di Giovanna, gli successe, sia sul trono di Francia che su quello di Navarra, l'altro fratello di suo padre, Carlo il Bello, che fu incoronato come Carlo IV di Francia e Carlo I di Navarra.
Nel febbraio del 1328 anche Carlo IV morì senza lasciare un erede maschio, mentre la moglie, Giovanna d'Évreux, avrebbe dovuto partorire dopo poche settimane. Fu nominato reggente un cugino del re, Filippo di Valois, e non il parente maschio più prossimo, il re d'Inghilterra Edoardo III, che era cugino primo in quanto figlio di Isabella di Francia, sorella degli ultimi tre sovrani francesi.
Il 1º aprile nacque una bambina, chiamata Bianca, e il reggente fu incoronato re di Francia, con il nome di Filippo VI, ed Edoardo III, per i suoi feudi francesi, fece atto di vassallaggio.
Contemporaneamente il nuovo re di Francia, Filippo VI di Valois, le riconobbe i suoi diritti sulla corona di Navarra e Giovanna, in cambio, dovette rinunciare ai suoi diritti sulla corona di Francia e cedere le contee di Champagne e di Brie al Dominio reale francese. Le contee di Angoulême e di Mortain già assegnate a Filippo, futuro marito di Giovanna, furono confermate ai reali di Navarra. Inoltre Giovanna ottenne Longueville in Cotentin e infine non tardò a scambiare la contea di Angoulême con feudi in Vexin: Pontoise, Beaumont-sur-Oise e Asnières-sur-Oise.
```

```

Pochi giorni dopo l'incoronazione a re di Francia di Filippo VI (28 maggio 1328) Giovanna fu proclamata regina di Navarra, assieme al futuro marito Filippo.
Pochi mesi dopo, il 9 ottobre, nel castello di Conflans, Giovanna sposò suo cugino, il conte di Évreux Filippo III di Navarra, figlio di Luigi di Francia, conte di Évreux, e di Margherita d'Artois, nipote di Roberto I d'Artois, fratello del re di Francia Luigi IX il Santo.
La nuova sovrana fu incoronata come Giovanna II di Navarra, insieme al marito Filippo, il 5 marzo 1329, nella cattedrale di Pamplona, e fu la seconda regina di sette che regneranno sul piccolo Stato..
Inizialmente i due sovrani rimasero alla corte di Parigi e delegarono l'autorità regale a vari governatori francesi.
Nel 1335 Giovanna rinunciò ai suoi diritti sulle contee di Champagne e di Brie.
Filippo e Giovanna II regnarono insieme e, durante il loro governo, si consolidarono le Cortes di Navarra composte dai tre stati: clero, nobiltà e borghesia. Protessero la borghesia urbana nei contrasti con la piccola nobiltà; inoltre migliorarono l'amministrazione e realizzarono un'appendice ai fueros, denominato "Le migliorie di Filippo III".
Attuarono una politica di persecuzione degli ebrei: nel 1336 tutti gli israeliti di Pamplona furono obbligati a risiedere in un quartiere loro dedicato.
I sovrani di Navarra mantennero ottime relazioni con il re di Francia Filippo VI e, dopo la guerra del 1334, anche con quello di Castiglia, Alfonso XI; infatti, dopo la cacciata dei Merinidi del 1340, Filippo III partecipò a una crociata contro il re musulmano di Granada e nel 1343 morì all'assedio di Algeciras.
Giovanna II, rimasta vedova, continuò ad amministrare il regno fino a che, nel 1349, il figlio Carlo fu dichiarato maggiorenne.
Giovanna II morì di peste il 6 ottobre 1349 e fu sepolta nell'abbazia di Saint-Denis a Parigi.

## Discendenza
Giovanna e Filippo ebbero otto figli:
- Giovanna (1326[2][13]– 1387), religiosa
- Maria (1329[2][14]– 1347), sposò nel 1337 Pietro IV di Aragona
- Carlo II il Malvagio (1332 – 1387), conte di Évreux e re di Navarra
- Bianca (1333[15]– 1398), sposò nel 1350 Filippo VI di Valois, re di Francia
- Agnese (1334[16]– 1396), sposò Gastone III Febo, conte di Foix e visconte di Bearn
- Filippo (1336 – 1363), conte di Longueville
- Giovanna (1339 – 1403), sposò Giovanni I, visconte di Rohan
- Luigi (1341 – 1372), conte di Beaumont

## Ascendenza
|                        |                    |                        | Genitori                           |  |  | Nonni |  |  | Bisnonni               |  |  | Trisnonni           |  |
|                        |                    |                        |                                    |  |  |       |  |  | Filippo III di Francia |  |  | Luigi IX di Francia |  |
|                        |                    |                        |                                    |  |  |       |  |  | Filippo III di Francia |  |  | Luigi IX di Francia |  |
|                        |                    | Margherita di Provenza |                                    |  |  |       |  |  | Filippo III di Francia |  |  |                     |  |
| Filippo IV di Francia  |                    |                        |                                    |  |  |       |  |  | Filippo III di Francia |  |  |                     |  |
|                        |                    | Isabel d'Aragona       | Giacomo I d'Aragona                |  |  |       |  |  |                        |  |  |                     |  |
|                        |                    | Isabel d'Aragona       | Giacomo I d'Aragona                |  |  |       |  |  |                        |  |  |                     |  |
|                        |                    | Isabel d'Aragona       | Iolanda d'Ungheria                 |  |  |       |  |  |                        |  |  |                     |  |
| Luigi X di Francia     |                    | Isabel d'Aragona       |                                    |  |  |       |  |  |                        |  |  |                     |  |
|                        |                    | Enrico I di Navarra    | Tebaldo I di Navarra               |  |  |       |  |  |                        |  |  |                     |  |
|                        |                    | Enrico I di Navarra    | Tebaldo I di Navarra               |  |  |       |  |  |                        |  |  |                     |  |
|                        |                    | Enrico I di Navarra    | Margherita di Borbone-Dampierre    |  |  |       |  |  |                        |  |  |                     |  |
| Giovanna I di Navarra  |                    | Enrico I di Navarra    |                                    |  |  |       |  |  |                        |  |  |                     |  |
|                        |                    | Bianca d'Artois        | Roberto I d'Artois                 |  |  |       |  |  |                        |  |  |                     |  |
|                        |                    | Bianca d'Artois        | Roberto I d'Artois                 |  |  |       |  |  |                        |  |  |                     |  |
|                        |                    | Bianca d'Artois        | Matilde del Brabante               |  |  |       |  |  |                        |  |  |                     |  |
| Giovanna II di Navarra |                    | Bianca d'Artois        |                                    |  |  |       |  |  |                        |  |  |                     |  |
|                        | Ugo IV di Borgogna | Oddone III di Borgogna |                                    |  |  |       |  |  |                        |  |  |                     |  |
|                        | Ugo IV di Borgogna | Oddone III di Borgogna |                                    |  |  |       |  |  |                        |  |  |                     |  |
|                        | Ugo IV di Borgogna | Alice di Vergy         |                                    |  |  |       |  |  |                        |  |  |                     |  |
| Roberto II di Borgogna | Ugo IV di Borgogna |                        |                                    |  |  |       |  |  |                        |  |  |                     |  |
|                        |                    | Iolanda di Dreux       | Roberto III, conte di Dreux        |  |  |       |  |  |                        |  |  |                     |  |
|                        |                    | Iolanda di Dreux       | Roberto III, conte di Dreux        |  |  |       |  |  |                        |  |  |                     |  |
|                        |                    | Iolanda di Dreux       | Aénor de Saint-Valery              |  |  |       |  |  |                        |  |  |                     |  |
| Marguerite di Borgogna |                    | Iolanda di Dreux       |                                    |  |  |       |  |  |                        |  |  |                     |  |
|                        |                    | Luigi IX di Francia    | Luigi VIII di Francia              |  |  |       |  |  |                        |  |  |                     |  |
|                        |                    | Luigi IX di Francia    | Luigi VIII di Francia              |  |  |       |  |  |                        |  |  |                     |  |
|                        |                    | Luigi IX di Francia    | Bianca di Castiglia                |  |  |       |  |  |                        |  |  |                     |  |
| Agnes di Francia       |                    | Luigi IX di Francia    |                                    |  |  |       |  |  |                        |  |  |                     |  |
|                        |                    | Margherita di Provenza | Raimondo Berengario IV di Provenza |  |  |       |  |  |                        |  |  |                     |  |
|                        |                    | Margherita di Provenza | Raimondo Berengario IV di Provenza |  |  |       |  |  |                        |  |  |                     |  |
|                        |                    | Margherita di Provenza | Beatrice di Savoia                 |  |  |       |  |  |                        |  |  |                     |  |
|                        |                    | Margherita di Provenza |                                    |  |  |       |  |  |                        |  |  |                     |  |